# Perictione
Perictione (en griego antiguo: Περικτιόνη; s. V a. C.) fue la madre del filósofo Platón. Era descendiente de Solón, uno de los Siete Sabios de Grecia. Algunos la relacionan con la escuela pitagórica.

## Biografía
Perictione, al igual que su familia, pertenecía a la alta aristocracia ateniense. Era amiga de Pericles, hija de Antifón y descendiente de Solón, un célebre poeta, reformador y legislador.
Estuvo casada con Aristón de Atenas, con quien tuvo cuatro hijos: Adimanto de Colito, Glaucón, Platón y Potone.
Tras la muerte de Aristón, contrajo matrimonio con Pirilampes —su tío—, un político de la Antigua Atenas. Con él engendró a su quinto hijo, Antifonte de Atenas, que llegó a ser un conocido orador, filósofo y matemático griego.

## Obras atribuidas
Existen dos obras erróneamente atribuidas a Perictione cuyos fragmentos han llegado hasta nuestros días. Se trata de Sobre la armonía de la mujer y Sobre la Sabiduría. Las obras no se corresponden con la época en que la madre de Platón vivió, así que su autoría es generalmente asignada a otra persona con quien comparte el mismo nombre.